# Pier Giorgio Gallotti
Pier Giorgio Gallotti (Tivoli, 5 agosto 1944 – Tivoli, 23 agosto 2006) è stato un politico e medico italiano.

## Biografia
Primario medico ospedaliero; è consigliere comunale a Tivoli dal 1993 al 1996. 
Nel 1994 viene eletto senatore con Forza Italia, restando in carica fino al 1996, anno in cui si ricandida al Senato nel collegio di Guidonia Montecelio, venendo battuto dall'ulivista Maria Antonietta Sartori.
Muore all'età di 62 anni, nell'agosto 2006.